# Natalia (automerk)
Natalia is een Amerikaans automerk.
Het merk, dat nog geen auto's geproduceerd heeft, is opgericht door Alfred DiMora. De Amerikaan ontwierp de wellicht duurste auto ter wereld; de Natalia SLS2.
De voorgestelde limousine zal zo'n zes meter lang zijn, een 14 liter V16 motor krijgen die 1200 pk zou produceren. De auto zal massagestoelen en een bioscoopscherm hebben. De auto biedt plaats aan slechts vier personen. DiMora denkt in 2008 daadwerkelijk auto's te verkopen.